# Paola Rey
Paola Rey  (San Gil, Santander megye, Kolumbia, 1979. december 19. –) kolumbiai színésznő, modell.

## Élete és pályafutása
1979. december 19-én született San Gilben. Karrierjét 1998-ban kezdte. 2003-ban Jimena Elizondo szerepét játszotta a Pasión de gavilanes című telenovellában. 2004-ben főszerepet játszott a La mujer en el espejóban. 2006-ban az Amores de mercado című sorozatban Lucía szerepét játszotta.

## Filmográfia

### Telenovellák
| Év   | Cím                        | Szerep                                          |
| ---- | -------------------------- | ----------------------------------------------- |
| 2012 | Pobres Rico                | Mariela Siachoque                               |
| 2009 | Las detectivas y el Víctor | Chabella                                        |
| 2007 | Montecristo                | Laura Ledesma                                   |
| 2007 | Decisiones                 | Camila                                          |
| 2006 | Amores de mercado          | Lucía Martinez                                  |
| 2004 | La mujer en el espejo      | Juliana Soler/Maritza Ferrer/Barbara Montesinos |
| 2003 | Pasión de gavilanes        | Jimena Elizondo Acevedo                         |
| 2000 | La Baby Sister             | Fabiana                                         |
| 1999 | ¿Por qué diablos?          | Jazmín                                          |
| 1998 | Fuego verde                | Graciela                                        |